# Mountainbike-Weltmeisterschaften 1991
Im Jahre 1991 wurden die Mountainbike-Weltmeisterschaften zum zweiten Mal offiziell unter der Flagge des Weltradsportverbandes UCI, und zwar in Il Ciocco in Italien ausgetragen.

## Cross Country

### Männer
| Platz | Land | Athlet              |
| ----- | ---- | ------------------- |
| 1     | USA  | John Tomac          |
| 2     | SUI  | Thomas Frischknecht |
| 3     | USA  | Ned Overend         |

### Frauen
| Platz | Land | Athletin       |
| ----- | ---- | -------------- |
| 1     | USA  | Ruthie Matthes |
| 2     | CZE  | Eva Orvosova   |
| 3     | SUI  | Silvia Fürst   |

## Downhill

### Männer
| Platz | Land | Athlet      |
| ----- | ---- | ----------- |
| 1     | SUI  | Albert Iten |
| 2     | USA  | John Tomac  |
| 3     | USA  | Glen Adams  |

### Frauen
| Platz | Land | Athletin         |
| ----- | ---- | ---------------- |
| 1     | ITA  | Giovanna Bonazzi |
| 2     | FRA  | Nathalie Fiat    |
| 3     | CAN  | Cindy Devine     |